# 米・食味分析鑑定コンクール:国際大会
米・食味分析鑑定コンクール:国際大会（こめ・しょくみぶんせきかんていコンクール:こくさいたいかい）は、米・食味鑑定士協会が主催する新米の食味鑑定による国際コンクールである。1999年より実施。

## 審査部門
- 総合部門（国際）
  - 40名・同点により前後（金賞10名）
- 栽培別部門
  - 20名・各部門4名程度（金賞各部門1名）
  - 低・中アミロース部門
  - JAS（有機栽培）認定・転換中部門
  - 認定農業者部門
  - 若手農業経営者部門（男性・女性）
  - 水田環境特A部門
  - 早場米部門
  - 大型農業法人部門
  - 米の精部門[2][3][4][5][6]
  - 環境王国認定産地部門
    - 宮城県刈田郡七ヶ宿町
    - 山形県最上郡真室川町
    - 福島県岩瀬郡天栄村
    - 群馬県利根郡川場村
    - 新潟県中魚沼郡津南町
    - 長野県下高井郡木島平村
    - 山梨県北杜市
    - 福井県大野市
    - 岐阜県高山市
    - 鳥取県日野郡江府町
    - 島根県鹿足郡吉賀町
    - 島根県仁多郡奥出雲町
    - 高知県長岡郡本山町
    - 長崎県対馬市
    - 熊本県菊池市
- 都道府県代表 お米選手権
  - 35～45名・同点により前後（金賞5名）
  - 北海道・青森県・秋田県
  - 岩手県・宮城県・山形県・福島県
  - 茨城県・栃木県・群馬県・埼玉県・千葉県・東京都・神奈川県・山梨県
  - 新潟県・富山県・石川県・福井県
  - 長野県・静岡県・岐阜県・愛知県・三重県
  - 滋賀県・京都府・大阪府・兵庫県・奈良県・和歌山県
  - 岡山県・広島県・島根県・山口県・鳥取県　
  - 香川県・徳島県・高知県・愛媛県・福岡県・佐賀県・長崎県・熊本県・大分県・宮崎県・鹿児島県・沖縄県
- 全国農業高校 お米甲子園
  - 20校（金賞5校）
- お米甲子園プレゼンテーション部門
  - 3校（グランプリ1校）
- 小学校部門
  - 10校（金賞数校）

## 審査方法
- 一次審査
  - 静岡製機株式会社の食味計で85点以上。
  - 静岡製機株式会社の穀粒計で75％以上。
  - 但し、低アミロース米は食味計80点以上、整粒値での検査は無し。
- 二次審査
  - 東洋ライスの味度計で85点以上。
- 三次審査
  - 炊飯器を約40台を使用し、官能審査を実施。

## 実施・予定会場
- 1999年（平成11年）- 第1回、滋賀県彦根市（372 出品）
- 2000年（平成12年）- 第2回、東京都新宿区（697 出品）[7]
- 2001年（平成13年）- 第3回、奈良県奈良市（720 出品）[8]
- 2002年（平成14年）- 第4回、奈良県奈良市（664 出品）[9]
- 2003年（平成15年）- 第5回、山形県東置賜郡川西町（1,043 出品）[10]
- 2004年（平成16年）- 第6回、熊本県山鹿市鹿本町（1,055 出品）[11]
- 2005年（平成17年）- 第7回、千葉県千葉市（1,609 出品）[12]
- 2006年（平成18年）- 第8回、福井県越前市（1,782 出品）[13]
- 2007年（平成19年）- 第9回、島根県仁多郡奥出雲町（2,103 出品）[14]
- 2008年（平成20年）- 第10回、山形県南陽市（2,650 出品）より、国際大会となる[15]。
- 2009年（平成21年）- 第11回、福島県岩瀬郡天栄村（2,888 出品）[16]
- 2010年（平成22年）- 第12回、島根県松江市（2,844 出品）[17]
- 2011年（平成23年）- 第13回、群馬県利根郡川場村（2,952 出品）[18][19]
- 2012年（平成24年）- 第14回、長野県下高井郡木島平村 （3,915 出品）[20]
- 2013年（平成25年）- 第15回、宮城県刈田郡七ヶ宿町（3,954 出品）[21][22]
- 2014年（平成26年）- 第16回、青森県南津軽郡田舎館村（4,369 出品）[23]
- 2015年（平成27年）- 第17回、石川県小松市（5,119 出品）[24]
- 2016年（平成28年）- 第18回、熊本県菊池市（5,710 出品）[25]
- 2017年（平成29年）- 第19回、山形県真室川町（5,551 出品）[26]

- 2018年（平成30年）- 第20回、岐阜県高山市（5,717 出品）[27][28]
- 2019年（令和元年）- 第21回、千葉県木更津市(5,137 出品)[29][30][31]
- 2020年（令和2年）- 第22回、静岡県小山町(4,755 出品)[32][33][34]
- 2021年 (令和3年) - 第23回、静岡県小山町（5,141 出品）[35]
- 2022年（令和4年）- 第24回、長野県小諸市（5,280 出品）[36]
- 2023年 (令和5年) - 第25回、新潟県津南町 (5,092 出品)[37][38][39][40]
- 2024年（令和6年）- 第26回、山梨県北杜市